# Thérèse Leduc (skieuse)
Pour les articles homonymes, voir Thérèse Leduc (homonymie).
 Thérèse Leduc, née le 25 janvier 1934 à Ventron et morte le 4 octobre 1988 à Épinal, est une skieuse alpine française.

## Biographie

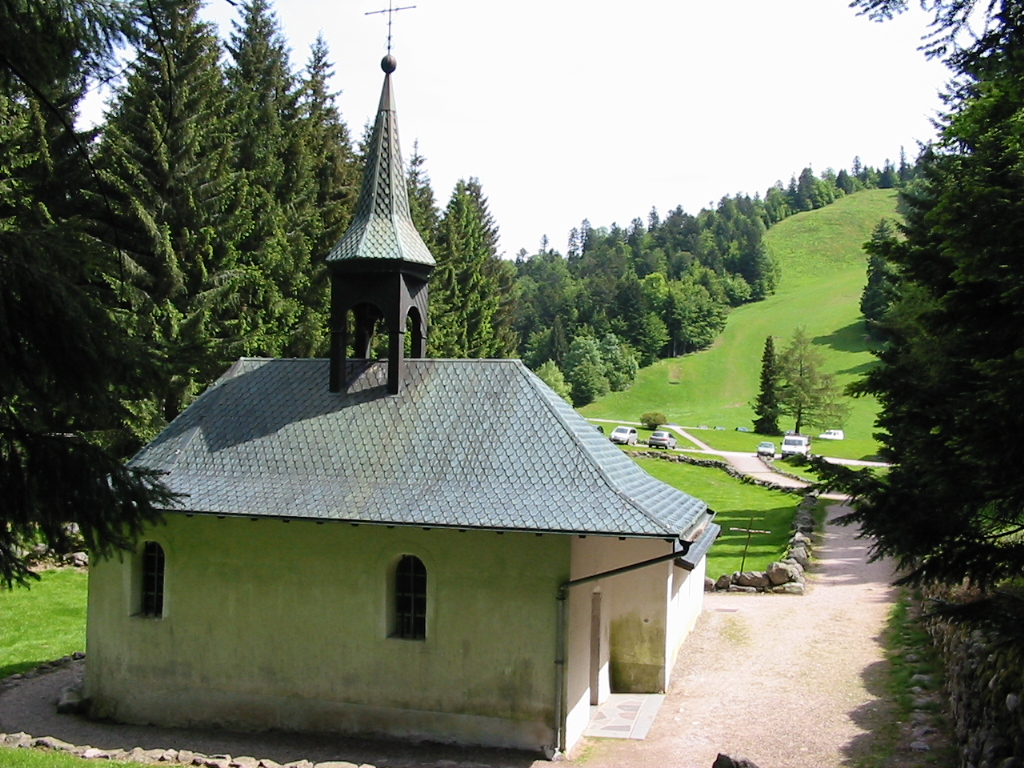
Ermitage Frère Joseph

Emile Leduc et Marie-Jeanne Valdenaire s'installent en 1922 à l'Ermitage Frère-Joseph dans la commune vosgienne de Ventron. Onze enfants naissent de leur union. Thérèse Leduc est la neuvième. Les onze frères et sœurs s'illustrent dans le ski. Ils seront tous diplômés moniteurs de ski et disputeront les championnats de France. Quatre parmi eux intègrent l'équipe de France de ski alpin : Antoine l'aîné puis ses trois sœurs Marguerite, Anne-Marie et Thérèse. Ces dernières sont sélectionnées à Aspen (Colorado) pour les jeux olympiques d'hiver de 1960 à Squaw Valley (Californie) et pour la première fois de l'histoire des jeux, trois sœurs sont alignées dans la même épreuve : le slalom (qu'elles terminent à la 4e, 17e et 19e places).
Thérèse est la meilleure d'entre elles. Elle est sacrée cinq fois championne de France entre 1955 et 1959 : deux fois en slalom géant, deux fois en slalom et une fois en combiné. Elle est l'une des meilleures skieuses du monde et obtient d'excellents résultats dans les courses internationales (la coupe du monde n'existe pas encore à cette époque) avec des victoires à Val-d'Isère (Critérium de la première neige en 1959 et 1960), Chamonix, Grindenwald, Wengen, .... Malheureusement des blessures l'empêchent de disputer les jeux olympiques de 1956 et les championnats du monde de 1958 (elle se fracture la jambe la veille de la première épreuve). Néanmoins, elle réalise de très bons jeux olympiques en 1960 à Squaw Valley en prenant la 4e place du slalom, la 5e du combiné et la 7e du slalom géant.
En 1962, elle dispute les championnats du monde de ski alpin à Chamonix. Elle y obtient d'honorables résultats en slalom et en géant. En combiné, elle laisse généreusement sa place à Marielle Goitschel qui remporte l'épreuve.
Après sa carrière, elle se consacre au développement de l'affaire familiale.

## Décoration
- Officier de l'ordre du Mérite sportif‎ à titre exceptionnel (1960)[1]
  - Chevalier à titre exceptionnel en 1959[2]

## Palmarès

### Jeux olympiques
| Épreuve / Édition    | Descente | Slalom géant | Slalom |
| -------------------- | -------- | ------------ | ------ |
| JO 1960 Squaw Valley | 14e      | 7e           | 4e     |

### Championnats du monde
| Épreuve / Édition      | Descente | Slalom géant | Slalom | Combiné |
| ---------------------- | -------- | ------------ | ------ | ------- |
| JO 1960 Squaw Valley   | 14e      | 7e           | 4e     | 5e      |
| Mondiaux 1962 Chamonix | —        | 14e          | 12e    | —       |

### Championnats de France Elite
| Édition / Epreuve           | Descente | Slalom géant | Slalom | Combiné |
| --------------------------- | -------- | ------------ | ------ | ------- |
| Championnats 1955 La Clusaz | -        | -            | Or     | -       |
| Championnats 1957 Morzine   | -        | Or           | Or     | -       |
| Championnats 1959 Mont-Dore | -        | Or           | -      | Or      |

## Récompenses
En 1957, elle a reçoit le prix Prix Monique Berlioux de l'Académie des sports qui récompense la meilleure sportive française de l'année.

## Hommage
Une piste bleue de la station de Ventron porte son nom.
Chaque année jusqu'en 2020, un challenge (anciennement Grand Prix) Thérèse Leduc était organisé à Ventron.

### Articles annexes
- Meilleures performances françaises aux Championnats du monde de ski alpin
- Meilleures performances françaises en ski alpin aux Jeux olympiques